# Латышская Латвия

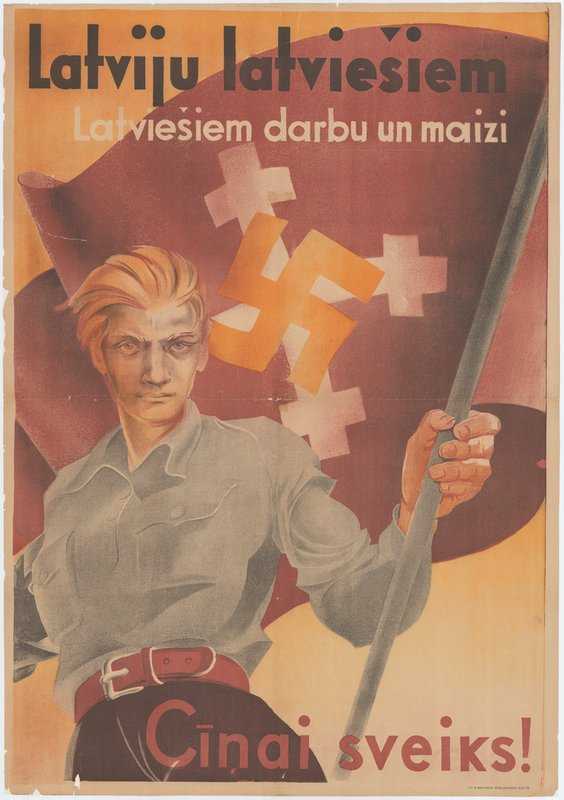
Плакат "Латвия для латышей. Работа и хлеб для латышей. Приветствую бой!", 1930-е гг.

«Латышская Латвия» (Latviska Latvija), «Латвия для латышей» (Latvija latviešiem)  — лозунг, провозглашённый латвийским политиком Карлисом Улманисом после государственного переворота 15 мая 1934 года, обозначивший курс государства на доминирование латышей, латышской культуры и латышского языка в обществе, политике и экономике независимой Латвии. В том числе перераспределение должностей, земель и прочих благ национальных меньшинств в пользу латышского большинства. С начала 1920-х годов курс на латышскую Латвию формировался в среде от латышских националистов до ультраправых и ультранационалистических движений, а также в рядах военных ветеранов первой войны за независимость. 
Лозунг «Латвия для латышей» содержал оттенок радикального антисемитизма.  Первым, кто выдвинул лозунг «Латвия для латышей» был латышский публицист Эрнест Бланк.

## Историко-экономические предпосылки

### Терминология
Слово «латышский» (в транскрипции «latvisks») применительно к земле, населённой латышами, упоминается в источниках в XVII веке, «латышский язык» — начиная с XV века. Позже этот термин был уточнен: латышский — характерный для языка, культуры, представлений о природе, цветовой гамме. Термин «латышскость» (в транскрипции «latvietība») впервые употреблён в издававшейся в Санкт-Петербурге латышской газете «Pēterburgas Avīzes» в 1863 году. Поэт Янис Райнис употреблял свой вариант этого термина — «latvība».
Слово «латышизировать» в значении «перевести на латышский язык» («latviskot») появилось во второй половине XIX века и являлось образным выражением, а не термином. Термин «латышскость» появился уже в начале XX века и утвердился в получившей независимость Латвийской Республике в 1920-е годы.

### Формирование концепции
Латышский национализм, под лозунгом «Латвия для латышей», который стремился овладеть всей полнотой государственной власти, начал формироваться в начале 1890-х годов после усиления политики русификации Балтии, а также в ходе революции 1905 года, когда власть на несколько месяцев была в руках латышей, продолжился и в провозглашенной 18 ноября 1918 года независимой Латвийской Республике. Латвия объявлялась многонациональным государством, на демократических принципах Веймарской республики, которые были закреплены в Конституции 1922 года, однако в среде латышской интеллигенции и особенно «фронтовой молодёжи» зрело убеждение, что латыши должны получить командные высоты в своем государстве. Оно сочеталось с антисемитскими, антилиберальными и антикапиталистическими взглядами, а также призывами к борьбе за расовую чистоту латышского народа.
На момент государственного переворота 15 мая 1934 года, 72 % промышленных предприятий Латвии принадлежало преимущественно балтийским немцам и меньше евреям, составлявшим в совокупности не более 8 % населения страны. На начало XX века доли национальных меньшинств составляли: русские 12 %, евреи 7,4 %, немцы — 6,2 %, поляки — 3,4 %. К 1935 году доля немцев сократилась до 3,19 %, евреев до 4,79 %, русских до 10,59 %, поляков до 2,51 %, а доля латышей выросла с 68 % до 75,5 %.
Латыши были недовольны не только тем, что представителям нацменьшинств принадлежит большая часть имущества, но и тем, что государство тратит деньги на школы нацменьшинств: 38 гимназий и 555 основных школ.
Процесс «латышизации», по крайней мере до 1938 года, в сфере экономики развивался преимущественно в русле «дегерманизации». Это делалось за счёт ограничения прав немцев и евреев, принудительного выкупа в государственную собственность их предприятий.
Проводимая аграрная реформа в стране, предусматривающая национализацию земель и перераспределение их безземельным гражданам, в первую очередь коснулась балтийских немцев, которые на тот момент владели большими территориями.

## Идеологическая основа
Крайне националистические и фашистские идеи в Латвии выражали ряд общественных деятелей: основатели Латышского национального клуба (1920) Индрикис Поне, Янис Штельмахер и Густав Целминьш, профессор балтской лингвистики Юрис Плакис, журналист, издатель националистической прессы Адольф Шилде, лидер националистического студенчества Янис Гребле. Наиболее полно эти идеи отразились в деятельности националистической организации «Перконкрустс», чей лидер Густав Целминьш впоследствии обвинял Улманиса в том, что тот украл его лозунг «Латвия для латышей», однако организацию в Латвии запретили.

## Реализация концепции при Улманисе
После государственного переворота 15 мая 1934 года диктатор Карлис Улманис уже 16 июня 1934 года открыто заявил: «Мы много, много лет зависели от национальных меньшинств, но теперь это позади…» Улманис впоследствии вспоминал, что экономическое доминирование немцев, евреев и «иностранцев» позволяло им обеспечивать и политическое влияние, поэтому укрепление экономических позиций латышей должно было обеспечить им рост политического веса.
Культурная автономия национальных меньшинств в Латвии была существенно ограничена. Законом «О народном образовании» была упразднена школьная автономия, а также школьный департамент и школьные управы для национальных меньшинств в системе Министерства образования Латвии. М. Радеки к 1938 году говоря о немецких школах сообщил, что «от школьной автономии фактически ничего не осталось». Государство сокращало количество школ нацменьшинств и переводило обучение на латышский. Инструкция «О распределении учащихся по национальностям», ограничила право родителей на выбор школы с подходящим языком обучения. Из пяти русских государственных гимназий (Рига, Даугавпилс, Лудза, Резекне и Яунлатгале) на начало 1930-х годов к концу десятилетия остались две, в Риге и Резекне, а также русский поток при 2-й Даугавпилсской гимназии. В 1936 году прекратила работу последняя из русских частных школ — гимназия О. Лишиной. В 1939/40 учебном году в оставшихся русских средних школах обучалось 568 детей.
Была введена цензура, закрыты 54 газеты и 18 журналов, в том числе на языках нацменьшинств, общественные организации, самоуправления перешли на латышский язык в общении с жителями. На основании Закона о военном положении был выпущен список запрещённой литературы, а после его отмены в 1938 году была введена цензура книг иностранных авторов. К лету 1939 года список запрещённых книг насчитывал 1065 работ. Законом 1938 года было определено, что на издание новых газет нужно получить разрешение, а редактором издания на латышском языке может быть только латыш.
Первоначально под удар попали балтийские немцы, столкнувшиеся с запретами на приобретение недвижимости и запреты на профессии (например, адвокатскую деятельность). Затем ограничения коснулось русских и евреев. Были национализированы и переданы в ведение Латвийского кредитного банка ряд немецких и еврейских банков, льняная мануфактура в Елгаве, текстильная фабрика Buffalo в Риге. Национализация коснулась и сферы торговли горючим и мукой, которым ранее занимались евреи. Для импорта товаров были введены лицензии, которые выдавались в первую очередь латышским торговцам, а евреи могли приобрести их только через вторые или третьи руки по завышенной цене. Еврейские врачи потеряли места в здравоохранении. Президент Улманис недолюбливал интеллигенцию, считая себя простым крестьянином, однако он не предпринимал мер против антисемитизма в этой среде, зато прямо поддерживал рост националистических настроений среди молодёжи на селе.
С началом репатриации балтийских немцев было объявлено, что подлежат ликвидации все немецкие церковные приходы (решение опубликовано 28 октября 1939 года) и школы (решение опубликовано 25 ноября), что подтолкнуло это национальное меньшинство практически в полном составе покинуть страну. Перемена отношения к немцам была стремительной: если 2 октября на курсах учителей министр образования Юлий Аушкапс декларирует толерантность ко всем жителям страны, то уже 30 октября министр юстиции Герман Апситис заявляет: «Группа немецкого народа навсегда уходит с земли латышей и из общности латвийского государства». Богослужения на немецком языке были запрещены, нарушение наказывалось уголовно.
Условия выезда немецкого меньшинства заключались в том, что оставляемые ими предприятия зачислялись в особый фонд, из которого производилась оплата поставленных Латвией товаров. Сами владельцы не получили практически ничего. К 20 декабря 1939 года немцы исчезли на Рижской бирже, где стали главенствовать латыши.
Накануне решения о выезде был запрещен обмен денег на драгоценности и золото, а сам оборот ценностей ограничен 300 граммами серебра. Каждому выезжающему разрешалось вывезти с собой только 50 латов наличными (средняя зарплата в стране составляла 100 латов). Запрещалось вывозить любые машины, кроме мотоциклов, племенной скот, движимое имущество, которое могло быть оценено как товар; медицинское оборудование и врачебные кабинеты. С отъездом немцев освободились высокооплачиваемые должности и вакансии в госуправлении (261), учреждениях образования (7675), торговле (4987), промышленности (7675). Репатрианты государству продали около 10 тысяч квартир.
В 1939—1940 годах из Латвии выехало около 60 тыс. человек. Латышам, носившим немецкие фамилии, рекомендовалось сменить их, подав за 2 лата объявление в «Правительственный вестник». К марту 1940 года это сделали около 3 тысяч семей. Пример подал министр внутренних дел, сменивший фамилию Вейтманис (Вейдеманис) на Вейтниекс. С территории Латвии должны были стереться все упоминания о немцах: в частности, были заменены на латышские употреблявшиеся до этого немецкие топонимы.
«Процесс вокруг отъезда балтийских немцев морально подготовил общество к тому, чтобы немного позже, в 1941 году, оно спокойно восприняло холокост. Именно в октябре и ноябре 1939 года общество Латвии начали подготавливать к нетерпимости к другим. Если бы этого не было, то, вполне возможно, отношение общества к холокосту в 1941 году было бы другим», — считает публицист Юрис Пайдерс. «Улманис подготовил общество спокойно принимать, что можно ликвидировать народ Латвии, что можно ликвидировать класс богатых, и от этого те, кто принимает участие в этом… преступном процессе, могут нажиться», — добавляет политик Янис Урбанович.

## Современная ситуация
После восстановления независимости Латвии документооборот, в том числе и местах компактного проживания нацменьшинств, был полностью переведен на латышский язык. В 2004 году началась школьная реформа, направленная на увеличение доли предметов преподаваемых на латышском языке. Потоки на русском языке сократились в государственных вузах. В государственном управлении страны увеличилось количество латышей. Согласно не репрезентативному исследованию центра Providus 2010 года, доля нелатышей во всех структурах власти может составлять менее десяти процентов.
Консультативный комитет Совета Европы по Рамочной конвенции о защите прав национальных меньшинств 23 февраля 2018 года подверг критике «внесенное в Преамбулу к Сатверсме отделение этнической „латышской нации“ от гражданской общности „народ Латвии“», заключив, что это «осложняет создание сплочённого, основанного на гражданской идентичности общества и укрепляет чувство отчуждённости у групп национальных меньшинств, что способствует объединению этнических иерархий, а не социальной сплочённости. Государственные учреждения не жалеют усилий, чтобы обеспечить доминирование латышского языка во всех сферах общественной жизни. Практически ко всем профессиям применяются всё более жёсткие языковые требования, что негативно сказывается на лицах, чьим родным языком является не латышский, а также на возможностях представителей национальных меньшинств занимать должности в государственном секторе. Члены советов негосударственных организаций (НГО) обязаны знать латышский язык на уровне родного».